# 上海公共租界老闸捕房
老闸捕房（英語：Louza Police Station），是上海公共租界巡捕房的一个分区捕房，成立于1860年10月，解散于1943年 。

## 历史
1860年，太平天国李秀成部大规模进攻苏杭地区，大批中国难民涌入租界，特别是租界西半部尚未开发的空地（今河南路、山东路以西到西藏路一带），需要大量警力来维持治安，于是在咸丰十一年九月（1861年），工部局租借盆汤弄（今山西南路）丝业会馆，建立老闸捕房，建立租界第一个分捕房，驻有副巡官1人，巡长1人，巡捕16人。
不过，初期的巡捕房地处辖区的东北角，不便于进行管理。于是在1887年，工部局花费13,485两白银买进南京路51号（贵州路口，今南京东路772号）网球场的7.212亩土地（租界中区612号地块），将老闸捕房迁至此处。新捕房于1888年8月1日开工，1889年12月13日竣工，1890年1月1日，投入使用，共耗资46,000两。捕房配备有19名西捕，31名印捕和80名华捕，还有可供关押30名华犯、10名西犯、20名乞丐的用房，此外还有一座马厩。公共租界雇用的印度巡捕，都驻在老闸捕房，因此上海人曾称为“红头巡捕房”（印度巡捕多为锡克族人，头裹红布）。
1905年12月18日（光绪三十一年十一月十二日），上海公共租界发生“大闹会审公廨”事件，大批示威群众包围老闸捕房，将其底层和一楼的建筑烧毁，印捕对示威群众开枪，死伤数十人。1906年，工部局在捕房周围筑起10英尺的高墙，以防范冲击捕房事件的再次发生。
20世纪初，地处租界繁华中心的老闸捕房辖区经常成为反政府地下政治活动的地点，如在1911年10月辛亥革命期间，老闸捕房探目张玉荣协同西探，在界内大小客栈逮捕形迹可疑的革命党人。1928年12月9日，老闸捕房探目在北京路877号拘捕了正在开会的共产党人30人。1931年1月17日，老闸捕房探捕在三马路东方旅社、天津路中山旅社先后逮捕共产党员36人，后被引渡给淞沪警备司令部。1933年3月28日，老闸捕房在山西路五福弄9号拘捕了中华海员工会党团书记廖承志等人。
1925年5月30日下午3时37分，守卫老闸捕房的外国巡捕向和平请愿的游行队伍开枪，打死4人，打伤9人，制造了震惊中外的五卅惨案。
1905年，老闸捕房辖区东起山东路山西路，西到护城河，北起苏州河，南到洋泾浜。1938年，该捕房辖区调整为：北部边界从虞洽卿路桥（含该桥）沿苏州河往东至山西路桥，东部边界由山西路、福州路、山东路（不含）向南至爱多亚路，南部边界从山东路南口沿爱多亚路（以该路中心为界，南面属于上海法租界）向西至虞洽卿路，西部边界为从爱多亚路至虞洽卿路桥之间的虞洽卿路（包括路东房子及路面在内）。
1930年代初，公共租界工部局将老闸捕房南京路大门堵封，改由贵州路门口进出。原五卅惨案流血地点——老闸捕房南京路大门处改建为商铺，即今南京东路766-772号的大光明钟表店。1959年5月26日公布为上海市文物保护单位。1977年12月7日重新公布为上海市纪念地点。1985年5月，上海市文管会在遗址勒石纪念并举行揭幕仪式。
1949年以后，老闸区与黄浦区并合，于是将贵州路101号老闸捕房的原址改办培光中学，1985年改为上海市商业职业技术学校。目前，商职校里仍保留着中華人民共和國成立前老闸捕房的牢房旧址供人参观。1985年1月18日，老闸捕房旧址也被公布为黄浦区文物保护单位。